# Nordmalings Ångsågs AB

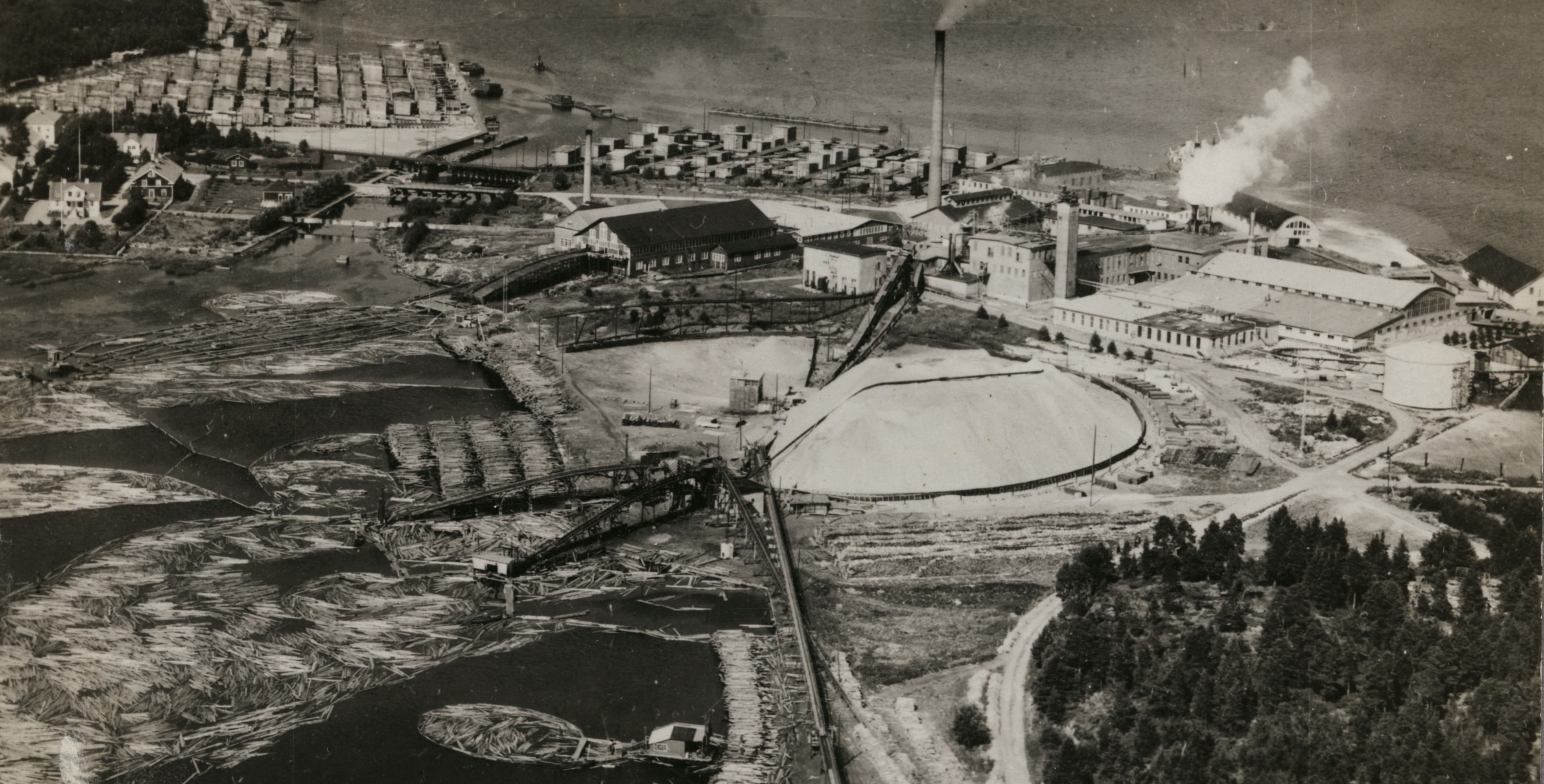
Flygbild över sågverket och masonitefabriken 1947

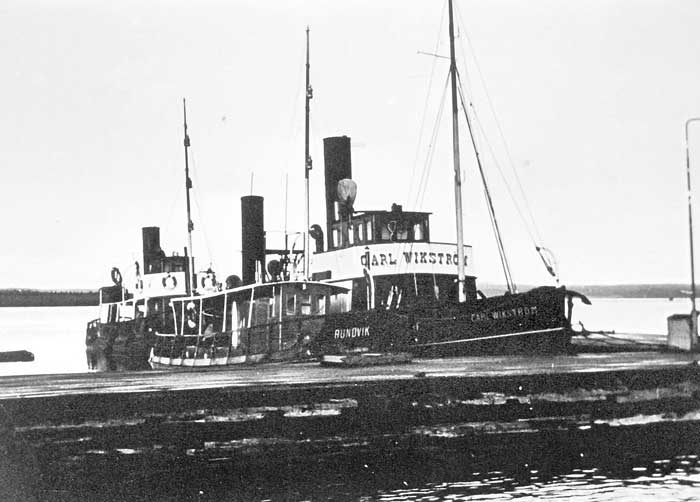
Bogserbåtar vid Nordmalings ångsåg i Rundvik, den ena döpt efter Carl Wikström som startade tillverkningen av masonite i Sverige.

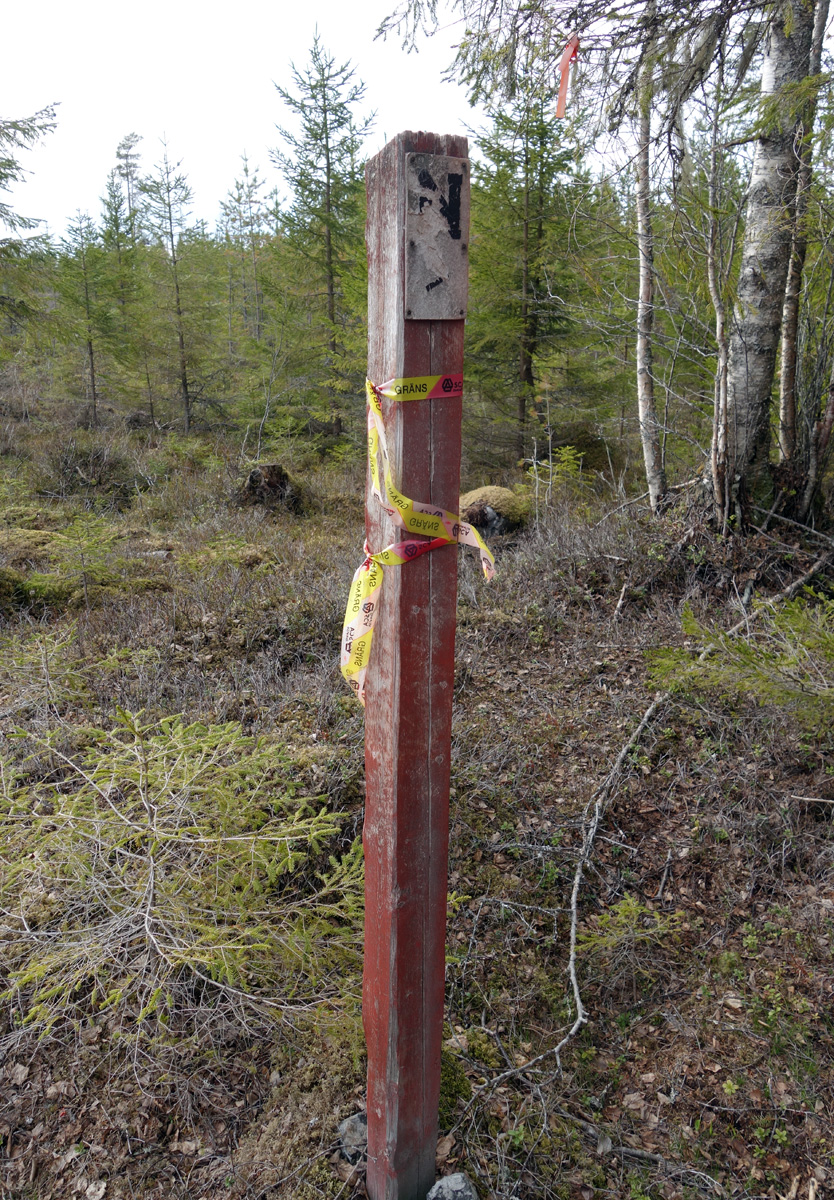
Gammal gränsmarkering för skog tillhörande Nordmalings ångsåg på Obbolaön. På stolpen står bokstaven N på en skylt av masonit, det material som tillverkades av Masonite AB. Numera ägs denna skog av SCA.

Nordmalings Ångsågs AB (NÅAB) var ett sågverksbolag i Rundvik i Västerbottens län. Det bildades 1861 och blev föregångare till det nuvarande Rundviks sågverk, som ingår i SCA-koncernen. Verksamheten har moderniserats i flera omgångar och det nuvarande sågverket byggdes 1992.

## Historik
Nordmalings Ångsågs AB bildades av tre handlare från Nordmaling, Gustaf Lundberg, Carl-Eric Åström och August Thurdin, samt en grosshandlare från Stockholm, Pehr Wikström junior. Bolaget blev det tredje sågverksaktiebolaget i Sverige när det bildades 1861. Wikström var den dominerande finansiären och blev bolagets huvudägare. Sedan Per Wikström J:or avlidit 1880 efterträddes han av sönerna Pehr Magnus och Carl. Familjen Wikström skulle komma att dominera bolaget fram till 1982, då det såldes till Investment AB Skrinet och sedan vidare till ett konsortium bestående av Martinsons Trävaru AB i Bygdsiljum, Överboda Trä AB, Tågsjöbergs Såg AB och AB Nordlignum. Sågbolaget fick namnet Rundviksverken AB. År 1984 förvärvades Rundviksverken av Graningeverken AB. Graninges sågar och skogar slogs 2000 samman med SCA:s skogsinnehav och sågverket i Lugnvik till ett gemensamägt bolag kallat Scaninge Timber AB. Det bolaget finns nu inte längre utan Rundviks sågverk ingår i SCA Wood.

### Sågverk och träskivetillverkning
I samband med bolagsbildningen förvärvades mark vid Norra Ronviken söder om Lögdeälvens och Leduåns utlopp i Nordmalingsfjärden. Marken ägdes av bönderna i Lögdeå by som där hade sin fiskeplats. Snart kom platsen att kallas för Rundvik. Trots motstånd från inspektorn vid det närbelägna Olofsfors bruk, vars verksamhet även omfattade två vattensågar med behov av råvara, fick det nybildade bolaget klartecken från länsstyrelsen. Byggandet av anläggningen kunde starta och 1863 stod en ångsåg med fyra sågramar och två cirkelsågar färdig. År 1871 byggdes sågverket ut med ytterligare en sågram. Detta sågverk var placerat på Rundviksklubben eller Klubben, bergsknallen väster om den nuvarande anläggningen.
Planer fanns även på en sågverksetablering i Obbola vid Umeälven utlopp. En fastighet i Bredviken inköptes av NÅAB i slutet av 1870-talet, men något sågverk byggdes aldrig där.
Bolaget satsade i stället vidare i Rundvik genom att 1890–91 uppföra en helt ny såganläggning med sex sågramar på Kallholmen, där industrin fortfarande är belägen. Denna anläggning ritades av byggmästare Gustaf Nordell som närmast dessförinnan hade ritat den nyanlagda ångsågen på Norrbyskär. År 1896 tillkom en sjunde ram. Ångmaskinerna var i drift fram till 1958 då sågverket blev helt eldrivet. Den 25 oktober 1970 totalförstördes såghuset i en brand. Därefter byggdes ett helt nytt sågverk som kunde tas i drift 1972. Därefter genomfördes betydande investeringar så att ett helt nytt såghus med bandsågsteknik kunde invigas 1981. Ytterligare en helt ny såg tillkom 1992 – vid denna tidpunkt den tredje största i Sverige.
År 1973 köpte bolaget upp AB T. Nordströms Såg & Hyvleri i Örsbäck vid Öreälven. Fördelen med köpet var dels att grövre timmer kunde sågas i Örsbäck, dels att råvarukonkurrensen minskade. Örsbäckssågen drevs fram till 1978 då den lades ned. Delar av verksamheten överflyttades till Rundvik.
År 1929 utökades verksamheten med en masonitefabrik, vilket blev den första träfiberskivefabriken i Sverige. Från 1966 till 1982 bedrevs även verksamheten i sågverket inom bolaget Masonite AB.

## Skogsegendomar
Redan 1859 hade de lokala handlarna påbörjat arbetet med att köpa in skog, främst längs flottleden Lögdeälven. Som finansiär fungerade grosshandlare P. Wikström Jr från Stockholm. Skogsförvärven skedde framför allt i Nordmalings, Bjurholms och Fredrika socknar. Snart föddes också ambitionen att överta Olofsfors bruk. För brukets räkning hade en stor rekognitionsskog, kallad Södra allmänningen, avgränsats 1764–1765 främst kring Lögdeälven mellan Klöse och Nordsjö. Bruket ägde dessutom ett stort antal hemman längs Lögdeälven och Leduån. Strategin lyckades, 1886 slogs de båda bolagen samman och alla skogsegendomarna kunde disponeras av Nordmalings Ångsågs AB. Olofsfors vattensåg i Hyngelsböle lades därefter ned, medan vattensågen i Leduåfors användes i liten utsträckning tills den stängdes 1923. Därmed hade konkurrensen om råvaran i området begränsats.
Förutom från områdena kring Lögdeälven och Leduån köpte bolaget in en del skog kring Umeälven.
Merparten av Nordmalings Ångsågs AB:s gamla skogsinnehav ägs idag av SCA.
Skogschefen Axel C:son Leijonhufvud var tidigt ute med att plantera nordamerikansk contortatall. I början av 1930-talet anlades flera provytor, en i Storänget i Nordmalings kommun, ett annat nära Toböle, ett i Fredrika socken och ett på Stöttingfjället.